# Jacek Kubica
Jacek Kubica (ur. 21 sierpnia 1903 w Nowej Kuźni, zm. 24 listopada 1962) – polski duchowny katolicki, zakonnik werbista, trzeci prowincjał polskiej prowincji werbistów, rektor Wyższego Seminarium Misyjnego w Pieniężnie.

## Życiorys
Ukończył gimnazjum w Nysie, a potem, od 1925, naukę kontynuował w seminarium w Sankt Gabriel koło Wiednia. W latach 1928–1929 przerwał studia, by leczyć się w Szwajcarii na płuca. Święcenia kapłańskie otrzymał w 1933 w Sankt Gabriel. W latach 1935–1938 był podprefektem w seminarium werbistów w Bruczkowie. W 1938 skierowano go na Uniwersytet Poznański, na studia z filologii klasycznej. Po napaści Niemiec na Polskę ewakuował się z Poznania i pracował w Kramsku, jako wikariusz. W 1940 został aresztowany przez Niemców, którzy osadzili go w swoich obozach koncentracyjnych w Sachsenhausen i Dachau. W tym drugim obozie przebywał od 14 grudnia 1940 do wyzwolenia.
Po zakończeniu wojny udał się do Austrii, do jednego z nowo otwartych niższych seminariów duchownych. W 1946 powrócił do Polski i przebywał kolejno w Rybniku, Nysie, Chludowie (mistrz nowicjatu) i ponownie w Nysie (także mistrz nowicjatu). W Nysie (1948) otrzymał stanowisko trzeciego w historii prowincjała polskiej prowincji werbistów. Pełnił tę funkcję do 1957, w trudnych czasach, kiedy komunistyczny rząd zamykał seminaria i prześladował kler katolicki. W 1957 został rektorem Wyższego Seminarium Misyjnego w Pieniężnie. Zmarł na raka nerek z przerzutami do płuc. Pochowano go na cmentarzu zakonnym Domu Świętego Krzyża w Nysie.